# Cornelis Smet

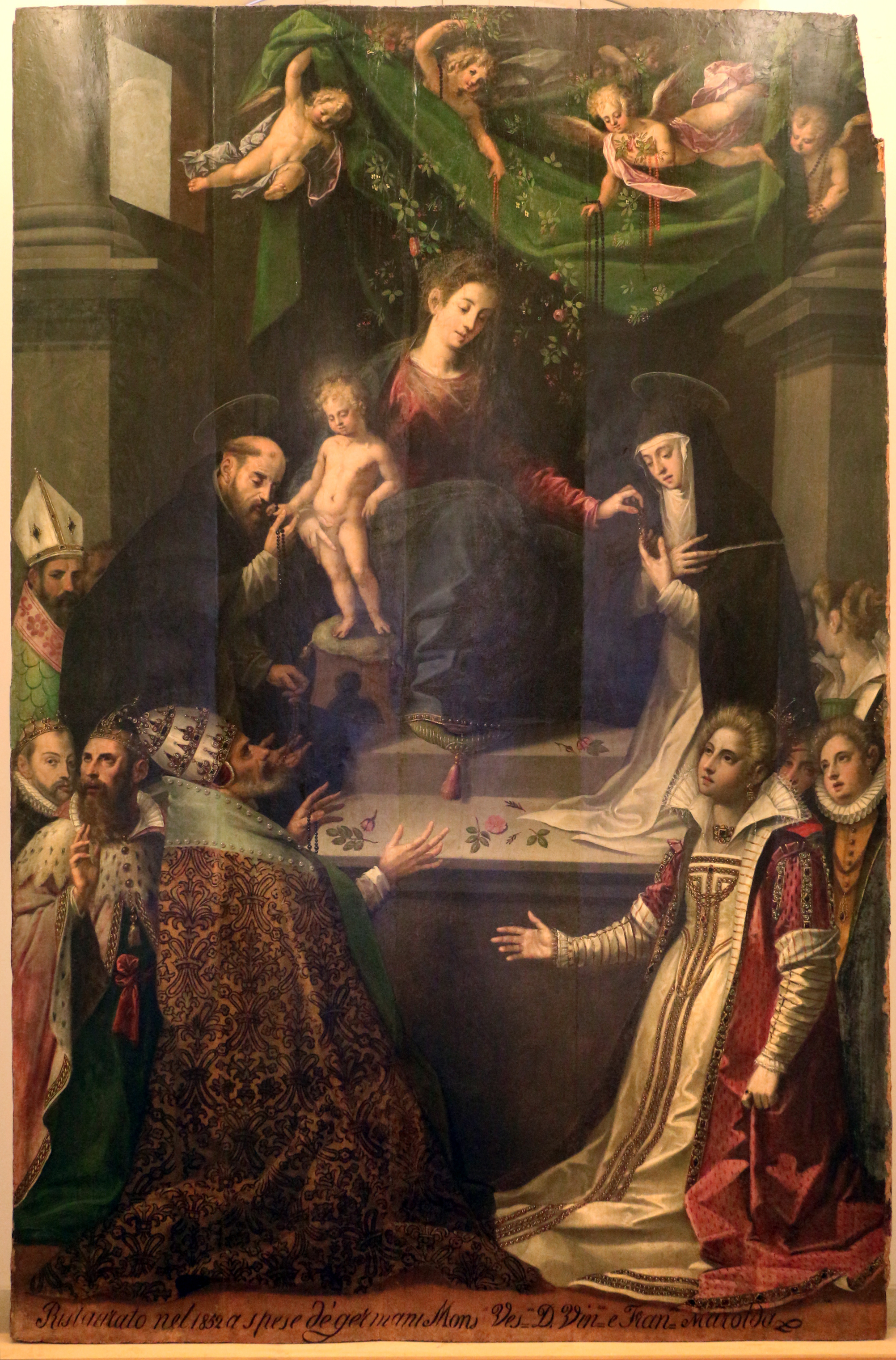
Cornelis Smet: Rosenkranzmadonna, 1589–90, aus der Kirche San Nicola in Muro Lucano (Museo nazionale d’arte medievale e moderna della Basilicata, Matera)

Cornelis Smet (nachgewiesen ab 1574 in Neapel; † Oktober 1591 ebenda) war ein südniederländischer Maler, der im Königreich Neapel wirkte. In Italien wurde sein Name (der „Schmied“ bedeutet) zu Cornelio Ferraro italianisiert.

## Leben und Wirken
In einem Dokument von 1590 erklärte der Maler selber, dass er aus der Gegend von Mechelen (Malines) in Brabant stamme. Über seine Ausbildung ist nichts bekannt, hypothetisch könnte er ein Schüler von Marten de Vos gewesen sein, auch ein Aufenthalt in Rom ist möglich und sogar wahrscheinlich. Ebenfalls zur Diskussion steht eine Ausbildung oder Mitarbeit in einer der Künstlerwerkstätten in Neapel, bei führenden Malern der Stadt wie Marco Pino, Giovan Bernardo Lama und/oder Silvestro Buono.
Nachgewiesen ist Cornelis Smet in Süditalien zwischen 1574 und 1592. Am 14. Februar 1574 heiratete er Margherita di Medina; unter den Trauzeugen befand sich auch sein Landsmann und Kollege, der Maler Teodoro d’Errico, der später die Schwester der Braut heiratete, also ein Schwager von Cornelis Smet wurde. Das erste Kind des Ehepaares, Cesare, wurde 1577 getauft, und wurde ebenfalls Maler.
Im selben Jahr 1577 vollendete Smet eine Rosenkranzmadonna für die Kirche San Francesco ad Auletta; das Bild wurde den beiden etablierten Malern Marco Pino und Giovan Bernardo Lama zur Begutachtung vorgelegt, die seinen Wert und Preis bestimmten.

1578 malte Cornelis für die neapolitanische Kirche Sant’Eligio eine Kopie von Michelangelos Jüngstem Gericht, die bis ins 18. Jahrhundert von den Kunstliebhabern sehr bewundert wurde und ihm sogar den Ruf eintrug, ein Schüler Michelangelos gewesen zu sein.
In seiner Werkstatt arbeiteten ab 1579 Jan Soens, der sich in Italien Giovanni Salamandro nannte, und ab 1580 Wenzel Cobergher.
In einer Gemeinschaftsarbeit mit Teodoro d’Errico, verschiedenen Holzschnitzern und Vergoldern arbeitete Smet um 1579 bis 1582 an der prächtigen Kassettendecke in der Kirche San Gregorio Armeno. Außerdem schuf Cornelis viele Altarbilder für Kirchen in der Gegend um Salerno und in Apulien, besonders in der Capitanata. 1587 gehörte zu seinen Kunden Don Pedro de Toledo, ein Cousin des spanischen Vizekönigs von Neapel, der ihm vier Gemälde abkaufte.
Nur ein einziges, heute noch existierendes Werk kann sicher und eindeutig Cornelis Smet zugeschrieben werden: die Rosenkranzmadonna für die Kathedrale von Muro Lucano, die 1589–90 entstand – ein Gemälde von lyrischer Eleganz mit luftig angeordneten Figuren (siehe Abb. oben). Zugeschrieben wird ihm unter anderem eine Anbetung der Könige im Dom von Aversa, die in Details, wie dem schmalen Gesicht der Madonna, auffällige Ähnlichkeiten mit der genannten Rosenkranzmadonna aufweist; Previtali wies darauf hin, dass die Diagonalkomposition dieses zweiten Bildes andererseits von einer Anbetung (1571) des Marco Pino in Santi Severino e Sossio inspiriert scheint.
Im Oktober 1590 gab er dem ebenfalls in Neapel wirkenden Maler Rinaldo Mytens (eigentl. Aert Mytens) Vollmachten, um in Flandern einige Erbschaftsangelegenheiten in seinem Namen zu regeln.
Laut Osnabrugge (2015, S. 19) starb Cornelis Smet im Oktober 1591. Nach seinem Tode heiratete seine Witwe Rinaldo (= Aert) Mytens; ein unvollendetes Bild von Smet wurde von Teodoro d’Errico fertig gemalt.